# Сансет (Флорида)
Сансет (англ. Sunset) — переписна місцевість (CDP) в США, в окрузі Маямі-Дейд штату Флорида. Населення — 15 912 особи (2020).

## Географія
Сансет розташований за координатами 25°42′22″ пн. ш. 80°21′9″ зх. д. / 25.70611° пн. ш. 80.35250° зх. д. (25.706081, -80.352371).  За даними Бюро перепису населення США в 2010 році переписна місцевість мала площу 9,19 км², з яких 9,01 км² — суходіл та 0,17 км² — водойми.

## Демографія
Згідно з переписом 2010 року, у переписній місцевості мешкало 16 389 осіб у 5353 домогосподарствах у складі 4299 родин. Густота населення становила 1784 особи/км².  Було 5610 помешкань (611/км²).
Расовий склад населення:
| - 93,4 % — білих - 2,0 % — азіатів - 1,3 % — чорних або афроамериканців - 0,1 % — корінних американців - 1,8 % — осіб інших рас |

До двох чи більше рас належало 1,4 %. Частка іспаномовних становила 80,3 % від усіх жителів.
За віковим діапазоном населення розподілялося таким чином: 20,2 % — особи молодші 18 років, 61,8 % — особи у віці 18—64 років, 18,0 % — особи у віці 65 років та старші. Медіана віку мешканця становила 42,2 року. На 100 осіб жіночої статі у переписній місцевості припадало 88,1 чоловіків;  на 100 жінок у віці від 18 років та старших — 86,2 чоловіків також старших 18 років.
Середній дохід на одне домашнє господарство  становив 92 335 доларів США (медіана — 67 888), а середній дохід на одну сім'ю — 107 115 доларів (медіана — 89 719). Медіана доходів становила 52 293 долари для чоловіків та 41 014 долари для жінок. За межею бідності перебувало 8,4 % осіб, у тому числі 9,3 % дітей у віці до 18 років та 9,1 % осіб у віці 65 років та старших.
Цивільне працевлаштоване населення становило 7935 осіб. Основні галузі зайнятості: освіта, охорона здоров'я та соціальна допомога — 23,5 %, науковці, спеціалісти, менеджери — 16,5 %, роздрібна торгівля — 11,9 %, фінанси, страхування та нерухомість — 9,5 %.